# Protaetia lorkovici
Protaetia lorkovici är en skalbaggsart som beskrevs av Miksic 1962. Protaetia lorkovici ingår i släktet Protaetia och familjen Cetoniidae. Utöver nominatformen finns också underarten P. l. floresiensis.